# Сігфред
Сігфред (Сігфрід, Зігфрід) (Sigfred, д/н — 798/800) — конунг данів й англів Південної Ютландії та Фюна. Низка дослідників ототожнюють його з конунгом Сігурдом Перстенем. Втім напевне обидва правили різними частинами Данського архіпелагу.

## Життєпис
Відомості про нього уривчасті. Відсутні відомості про його батьків. Згідно «Сазі про Інглінгів» був сином Ейстена Гальфдансона, конунга Румеріке (протодержави в сучасній південно-східній Норвегії). також висловлюється думка, що володіння предків або самого Сігфреда розтащовувалося у південно-східній Ютландії або на о. Фюн. Разом з тим також міг бути сином Ейстена і онуком Гаральда Боєзуба, що видається більш правдоподібним. 775 року після загибелі конунга Гаральда Боєзуба ймовірно Сігфред успадкував західну частину його володінь, до яких увійшли південна Ютландія, острови Фюн і Лолланн. Відповідно до археологічних досліджень в південній Ютландії поруч з похованнями англів збільшують данські поховання. Напевне саме Сігфред остаточно закріпив владу данів над англами, розпочавши політику асимілювання останніх.
Згідно Анналів королівства франків 777 року Сігфред надавав притулок вождю повсталих саксів Відукінду. Останній був одружений з Гевою, сестрою або донькою Сігфреда. Також відомо з фризьких анналів, що Сігфред доводився якимось родичем Радбоду II, королю східних фризів.
У 782 році відповідно до «Анналів королівства франків» Сігфред вів перемовини з франкським королем Карлом Великим, коли той розташувався військовим табором біля річки ліппе в Саксонії. Про перебіг та результати цих перемовин нічого невідомо, проте невдовзі після цього Відукінд повернувся до Саксонії, де знову підняв повстання проти франків. після поразки саксів у 786 році правитель фризів Радбод II переховувався у Сігфреда.
Останній раз згадується у798 році, коли до Сігфреда прибуло франкське посольство. В своїй праці Павло Диякон порівнює Сігфреда з диким звіром, який панував над іншими дикими тваринами. Це було пов'язане з небажанням конунга зректися поганства й приймати у себе християнських місіонерів. Помер Сігфред до 800 року. Його змінив син Годфред.